# نمل ناري أحمر مستورد
نمل النار الأحمر المستورد أو نمل الحريق المستورد الأحمر (الاسم العلمي: Solenopsis invicta)،والمعروفة أيضًا باسم نمل النار أو ريفا، هو نوع من النمل الأصلي في أمريكا الجنوبية. وهو عضو من جنس النمل الناري من فُصيلة نملاوات شمعية، وقد وصفه عالم الحشرات السويسري فيليكس سانتشي بأنه متغير في عام 1916. تم إعطائه اسمه الحالي invicta للنملة في عام 1972 كنوع منفصل. تم إدخال نمل النار الأحمر المستورد عن طريق الخطأ في أستراليا ونيوزيلندا والعديد من دول آسيا ومنطقة البحر الكاريبي والولايات المتحدة. نمل النار الأحمر المستورد متعدد الأشكال حيث تظهر الشغالات بأشكال وأحجام مختلفة. ألوانها حمراء ومُصفرة إلى حد ما مع لون بني أو أسود. ومع ذلك، لون الذكور أسود تماما.